# 3319-es mellékút (Magyarország)
A 3319-es számú mellékút egy közel 24 kilométeres hosszúságú, négy számjegyű mellékút Hajdú-Bihar vármegye középső részén; Hajdúböszörménytől húzódik Hajdúszoboszlóig. Bár szinte egyenes vonal mentén, kevés és nem jelentős mértékű iránytöréssel köti össze a két várost, érdemi funkciója (az útjába eső tanyák és szántóterületek feltárását leszámítva) gyakorlatilag nincs, mert a hosszának több mint a fele szilárd burkolat nélküli földút, és a többi szakasza is nagyrészt rossz állapotú.

## Nyomvonala
Hajdúböszörmény központjának déli részén ágazik ki a 35-ös főútból, annak a 64+650-es kilométerszelvénye közelében, dél-délnyugati irányban. Első, rövid szakasza a Barátság tér nevet viseli, majd Külső Szoboszlói út néven folytatódik a lakott terület széléig, amit valamivel több mint egy kilométer után ér el. 2,3 kilométer után felüljárón, csomópont nélkül áthalad az M35-ös autópálya felett, majd jobbára lakatlan külterületek között húzódik tovább.
7,9 kilométer megtétele után elhalad Hajdúböszörmény, Balmazújváros és Debrecen hármashatára mellett, onnantól egy darabig e két utóbbi város határvonalát kíséri, immár déli irányban. 10,3 kilométer után. nyílt vonali szakaszon átszeli a Debrecen–Füzesabony-vasútvonal vágányait, majd rögtön keresztezi a 3316-os utat is, amely ott kevéssel a 33. kilométere előtt jár. 11,4 kilométer után újabb hármas határpontot ér el, onnantól Debrecen és Nagyhegyes határát követi. A 12. kilométerét elhagyva keresztezi a 33-as főutat, amely ott kevéssel a 95. kilométere után jár.
16,5 kilométer után Debrecen, Nagyhegyes és Ebes hármashatárát érinti, ami után e két utóbbi település határvonalát képezve halad tovább. A 19. kilométerénél egy kunhalomszerű kis kerek dombot ér el, ahol délnyugati irányt vesz, majd visszatér a déli irányhoz, onnantól azonban már Hajdúszoboszló határai között jár. Utolsó szakaszán, a 23. kilométerét elhagyva ismét délnyugatnak fordul, és kilométer-számozása (2022-es állapot szerint) nem sokkal később, egy földút keresztezésénél véget is ér. Folytatása számozatlan útként haladva egy kilométeren belül eléri a város belterületének legészakibb pontját, onnantól a lakott terület északi, északnyugati peremén, majd a nyugati városrészben húzódik, amíg el nem éri a 3321-es utat. 
Teljes hossza, az országos közutak térképes nyilvántartását szolgáló kira.kozut.hu adatbázisa szerint 23,743 kilométer.

## Jellemzői
Csak az első 2,5-3 kilométere tekinthető jó állapotú, kétszer egy sávos kivitelű útnak. Az autópálya-felüljárót elhagyva a minősége látványosan leromlik: kiépített burkolatának szélessége alig haladja meg az egy sávnyi szélességet és az állapota is kifejezetten rossz, töredezett, kátyús. Nagyjából a nyolcadik kilométerétől az egyetlen vasúti keresztezéséig földútként húzódik, mint ahogy földútként folytatódik a balmazújvárosi út és a 33-as főút között is. A főutat elhagyva körülbelül egy kilométeren át ismét van szilárd burkolata, de annak szélessége és minősége is a korábban említetthez hasonló, rendszeres kétirányú forgalom lebonyolítására alkalmatlan. A 13. kilométerétől pedig ismét burkolatlan földút, egészen a kilométer-számozás szerinti végpontjáig.
A Google Utcakép egyébként úgy tekinti, hogy egészen Hajdúszoboszló központjáig tart: a 3319-es útszámot feltünteti a folytatásaként húzódó belterületi utcákon is.

## Települések az út mentén
- Hajdúböszörmény
- (Balmazújváros)
- (Debrecen)
- (Nagyhegyes)
- (Ebes)
- Hajdúszoboszló